# Avahi mooreorum
Il lemure lanoso di Moore (Avahi mooreorum Lei, 2008) è un lemure della famiglia degli  Indriidae. Come tutti i lemuri, è endemico del  Madagascar.

## Descrizione
Avahi mooreorum è molto simile ad A. laniger da cui è stato differenziato grazie a studi di sequenziamento del DNA mitocondriale. È leggermente più piccolo (0,92 kg di peso medio contro 1,13 kg).

La pelliccia presenta diverse sfumature dal marrone chiaro al marrone scuro sul dorso, mentre è grigiastra sul ventre. Sotto la mandibola è presente una macchia di pelo biancastro. Anche la superficie posteriore delle zampe posteriori è biancastra, caratteristica comune ad altre specie del genere Avahi.

La coda è color nocciola alla base e tende al marrone-rossartro verso la punta.

## Biologia
Come tutti i congeneri A. mooreorum è vegetariano e si nutre in particolare di foglie, germogli ed talora anche fiori.

## Distribuzione
L'unica popolazione nota di questa specie si trova all'interno del Parco nazionale di Masoala, nel Madagascar nord-orientale (Provincia di Antsiranana).

## Conservazione
La specie è stata scoperta recentemente e mancano dati certi sulla entità della popolazione o sulla sua presenza al di fuori del Parco di Masoala.